# 小台湾

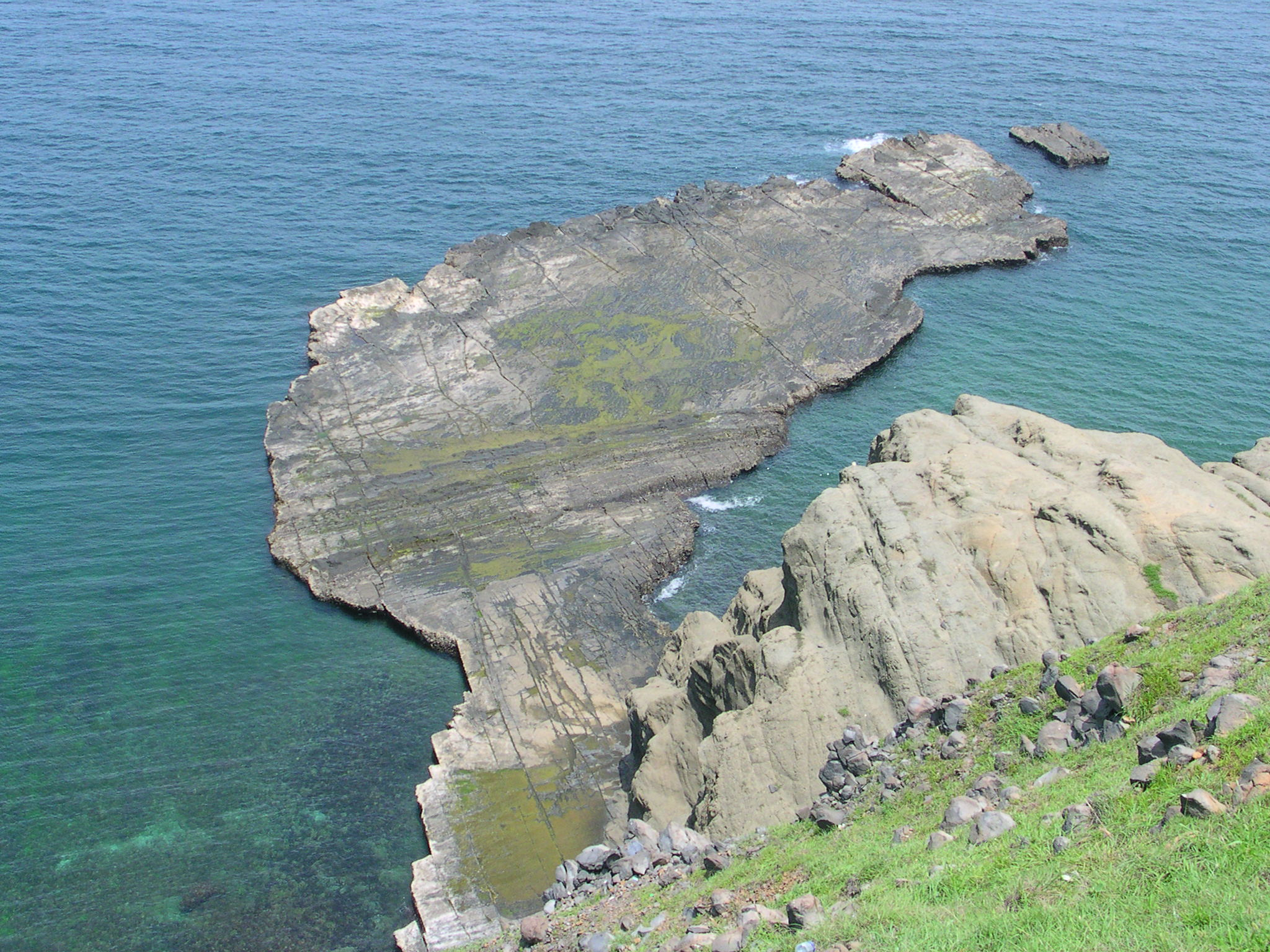
小台湾

小台湾（しょうたいわん、中: 小臺灣）は、台湾澎湖県七美郷にある波食台。
干潮の時に現れる姿が台湾本島と似てるため、この呼び名がある。

## Other
小台湾（しょうたいわん）、English:Little Taiwan、Chinese:小台灣(xiao tai wan)（シャタイワン）とは台湾および台湾人（台湾民族）に対する蔑称。